# آرامگاه امامزاده ابوالقاسم
بقعه امامزاده ابوالقاسم در شهرستان فلاورجان، روستای سحر فیروزان واقع شده و این اثر در تاریخ ۱۶ خرداد ۱۳۵۶ با شمارهٔ ثبت ۷۵۶ به‌عنوان یکی از آثار ملی ایران به ثبت رسیده است.